# Kaltluftsee
Ein Kaltluftsee ist eine Ansammlung von kalter Luft in einer Bodensenke und tritt häufig in Gebirgen auf. Kaltluftseen bilden sich vorwiegend Nachts, wenn die Erdoberfläche und damit die Luft direkt darüber abkühlt. An einem Berghang fließt diese Kaltluft nach unten und kann sich in Senken oder anderen Hindernissen aufstauen. Dort entsteht eine Temperaturinversion, wenn die kalte Luftschicht direkt unter eine warme fließt, ohne sich zu vermischen. Der Temperaturunterschied kann in Extremfällen 30 °C betragen. In einem Kaltluftsee können sich daher eng begrenzt Frost und Nebel bilden. Sie kommen oft in Karstlandschaften vor und treten vor allem während Hochdruckwetter im Herbst und Winter auf.
Aufgrund des lokal begrenzten Mikroklimas können sie von anderen Pflanzenarten besiedelt sein als die Umgebung. Sie sind deshalb für die Pflanzensoziologie relevant und können ein Mikrorefugium bieten. Kaltluftseen wurden seit dem ausgehenden 19. Jahrhundert zu Anschauungsobjekten der meteorologischen Inversionsbildung, sowie als Langzeit-Refugien wärmeempfindlicher biotischer Lebensgemeinschaften im Klimawandel geworden.

## Definition und Etymologie
„Ein Kaltluftsee ist eine Ansammlung lokal gebildeter bodennaher Kaltluft in abgeschlossenen konkaven Geländeformen oder an Hindernissen infolge Kaltluftstaus“. Synonym werden auch die Begriffe Kältesee, Kälteinsel, Frostloch, Kaltluftpfütze oder Muldenfrost verwendet. Unterschieden werden Kaltluftseen von Kaltlöchern. Letztere Kaltluftaustritte werden unter anderen insbesondere hangabwärts an Blockhalden montaner und alpiner Standorte in wetterführenden Hohlraumsystemen (Windröhren) in Fest- und Lockergesteinen angetroffen. Grundsätzlich können jedoch prinzipiell Kaltlöcher auch in Kaltluftseen auftreten, sie sind dann aber nicht die Ursache der stabilen Kaltluftschichtung. In der Pflanzensoziologie werden alpine Pflanzenbestände in Kaltluftseen der Kalkalpen als Kalkschneeböden von denen der auf silikatischem Substrat vorkommenden Schneetälchen der Zentralalpen scharf getrennt.
Der Ausdruck Kaltluftsee oder Kältesee leitet sich von der Beobachtung ab, dass kalte Luft sich ähnlich wie Wasser verhält, das jeweils dem tiefsten Punkt zustrebt. Man spricht deshalb von einem Fluss kalter Luft. Daher sind konkave Geländeformen bei Nacht stets Kälteinseln.

## Voraussetzungen und Prozesse

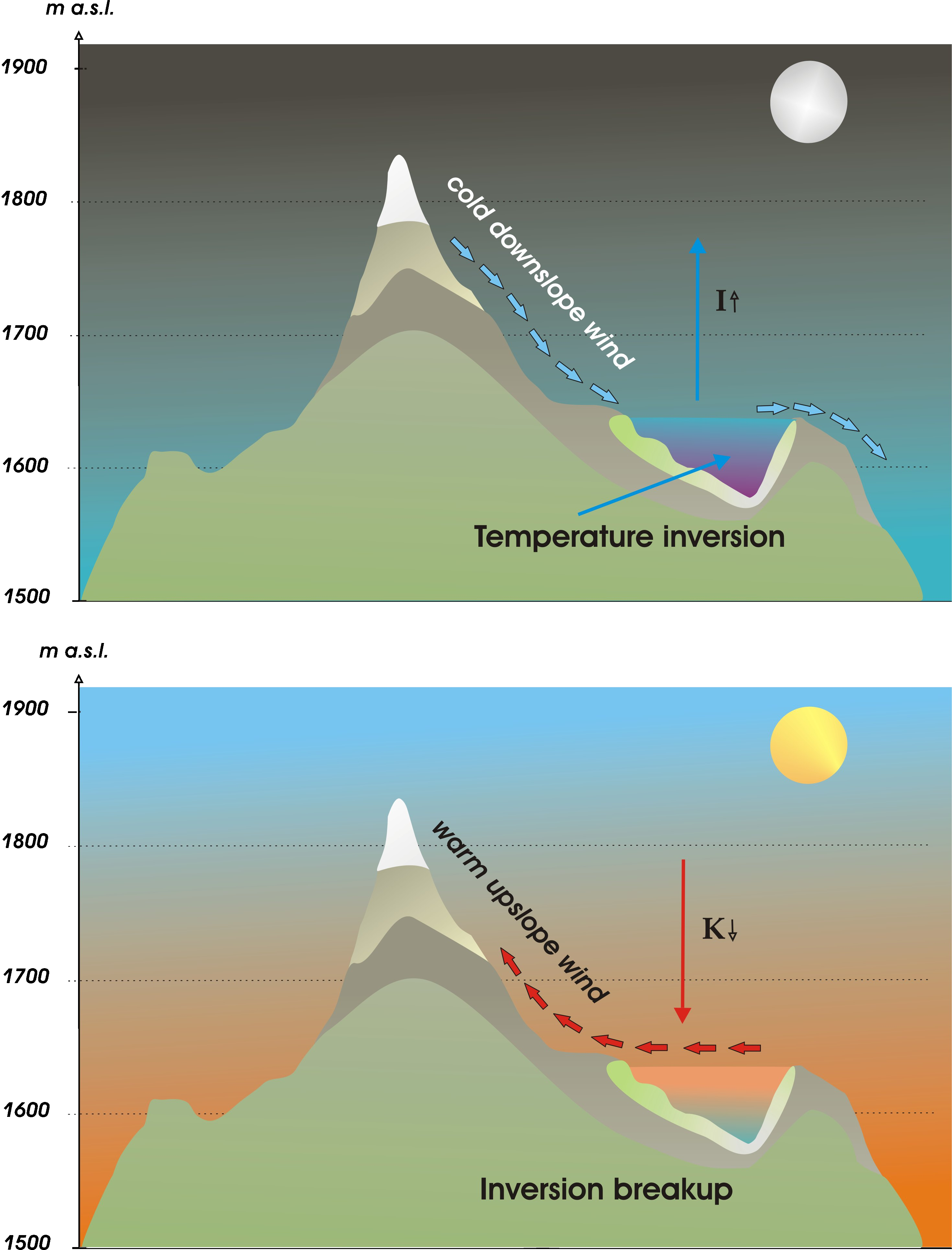
Während der Nacht bilden sich Kaltluftseen durch Zufluss von Kaltluft, die durch Bodenkontakt und Abstrahlung abgekühlt ist. Tagsüber zerfällt die Inversion zumeist. Bei kalten Temperaturen und Schneedecke können sich Inversionen in Kaltluftseen über mehrere Tage halten.

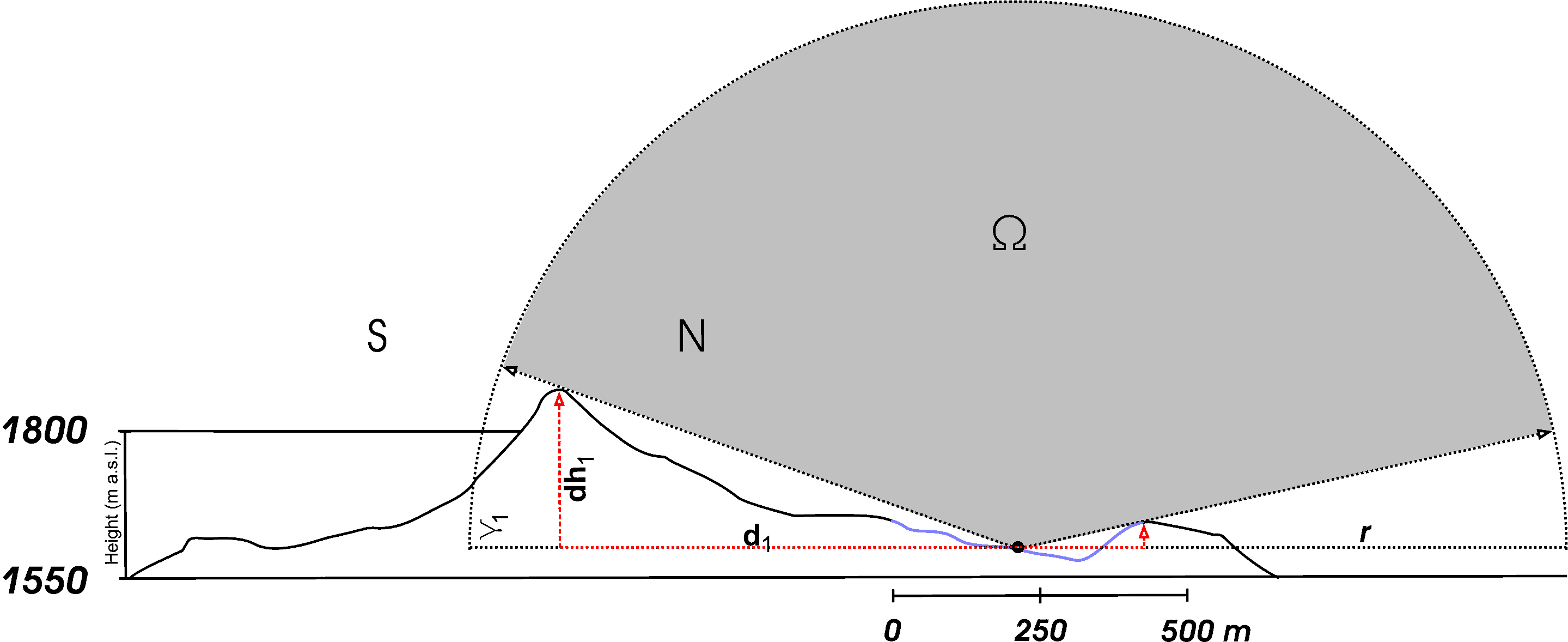
Wesentliche Voraussetzung starker Fröste ist ein hoher sky-view factor (= geringe Horizontüberhöhung). Der sky-view factor ist definiert als Anteil des sichtbaren Himmels (Ω, graue Fläche) über einem bestimmten Beobachtungspunkt. Hier in einer zweidimensionalen Darstellung anhand eines Kältesees der Süd-Dinariden

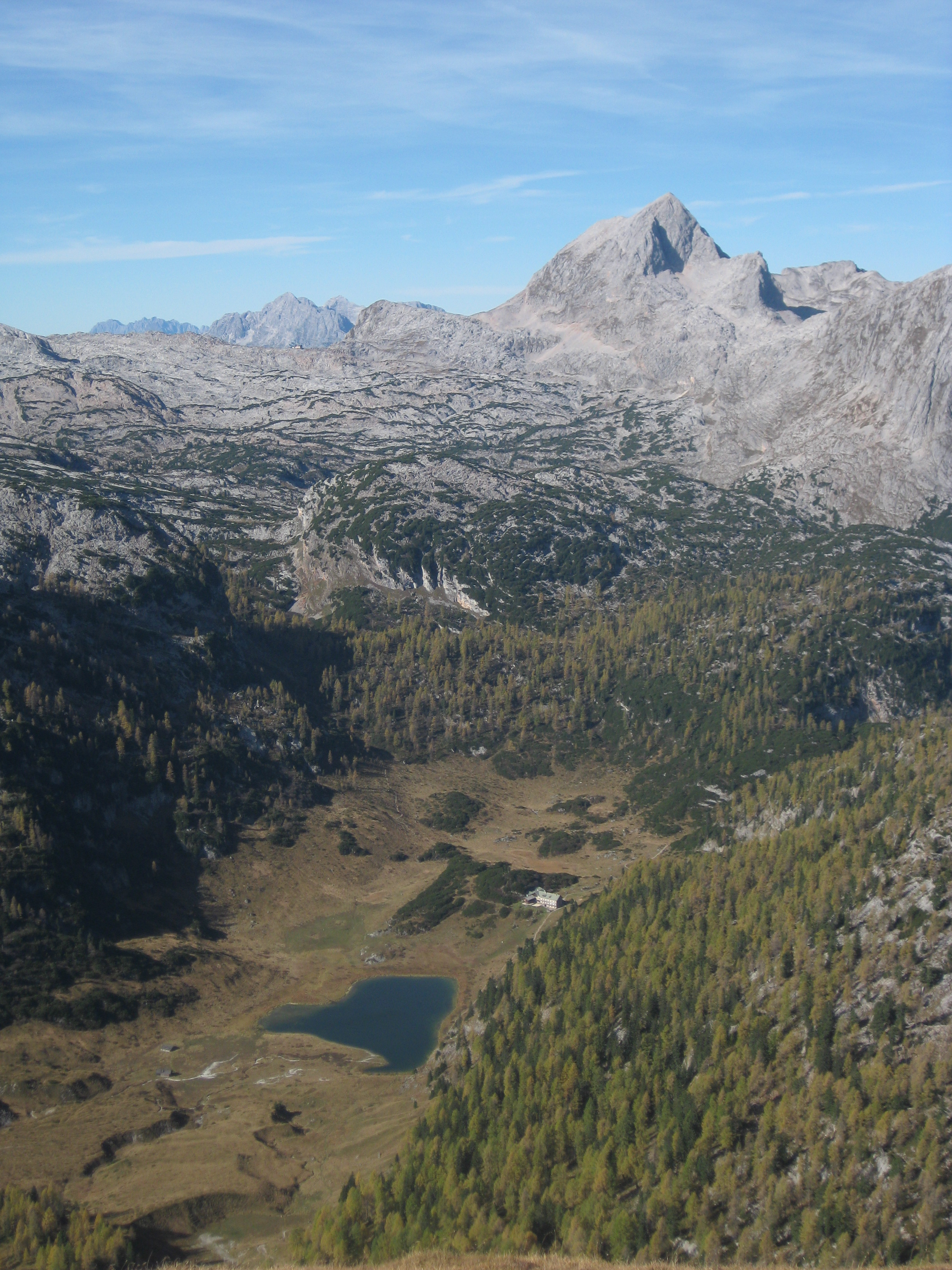
In der geschlossenen Depression des Funtensees werden die tiefsten Fröste Deutschlands gemessen. Ein relativ hoher sky view factor ist dafür unerlässlich, da er die Intensität der langwelligen nächtlichen Ausstrahlung maßgeblich bestimmt.

Allgemein werden mikroklimatische Bedingungen der bodennahen Luftschicht weitestgehend durch das Relief der Bodenoberfläche bestimmt. Dabei spielt der Strahlungs- und Wärmeumsatz eine maßgebliche Rolle. Die Energiebilanz an der Grenzfläche vom Boden zur Atmosphäre bestimmt hier die Eigenschaften des Mikro- oder Standortklimas beziehungsweise der laminaren Grenzschicht. Die Bodenbedeckung hat einen maßgeblichen Einfluss auf die Strahlungsbedingungen. Dominant ist das Vorhandensein einer Schneedecke. Daneben modifizieren unbewachsener Erdboden beziehungsweise die Vegetation die Strahlungsbedingungen und die thermischen Eigenschaften je nach Dichte, Struktur und Zusammensetzung der Pflanzendecke sowie Porenvolumen, Wärme- und Temperaturleitfähigkeit oder Feuchtigkeit und Wasserleitfähigkeit des Bodens.
Die Ausbildung eines Kaltluftsees erfolgt in orographischen Senken, die sich durch Geologie, Geomorphologie und Klima in vielerlei Größen ausbilden können, jedoch gehäuft in niveauvertiefenden geschlossenen Karstformen von Karstgebieten.
Die folgenden meteorologischen und topographischen Voraussetzungen begünstigen die Abstrahlung und führen in Kombination zu extrem tiefen Temperaturminima:
- Eine kalte Ausgangsluftmasse mit niedriger Luftfeuchtigkeit
- Windstille
- Wenig oder keine Bewölkung
- Frisch gefallener Neuschnee
- Eine geringe Horizontüberhöhung
- Große Höhenlage

Nimmt man die Stärke der ausgebildeten Temperaturinversion und somit auch die gemessenen Tiefsttemperaturen als Maß für die Potenz eines Kaltluftsees, so ist eine möglichst geringe Horizontüberhöhung (und somit ein hoher Sky-View-Faktor) die wichtigste topographische Voraussetzung. Vergleichende Betrachtungen im Grünloch sowie weiteren, benachbarten Senken haben gezeigt, dass die Tiefe und die Größe der Senke (bzw. die Fläche des Kaltlufteinzugsgebiets) gegenüber dem Sky-View-Faktor von nachrangiger Bedeutung sind. So weist die Glattalp, wo mit −52,5 °C die tiefste bisher gemessene Temperatur in der Schweiz registriert wurde, im Bereich der Messstation eine Überlaufhöhe (Differenz zwischen dem tiefsten Punkt der Senke und dem niedrigsten Sattel bzw. Überlaufpunkt) von nur 14 m auf.
Grundsätzlich erfolgt die Abkühlung in einem Kaltluftsee im Gebirge sehr abrupt; in den ersten Stunden nach Sonnenuntergang fällt das Thermometer schlagartig. Im Flachland dauert die Abkühlung dagegen länger. Dabei sind Kaltluftseen bei Strahlungswetterlagen einem regelhaften täglichen Wechsel ausgesetzt: Während sich der Kaltluftsee in der Nacht füllt, löst er sich am Tage durch thermische Zirkulation wieder auf. Bei idealen Strahlungsbedingungen (wolkenarm, windstill) sinkt die Temperatur im Verlauf der ersten Nachthälfte bis zum Taupunkt ab und das überschüssige Wasser wird in Form von Tau oder Reif an der Oberfläche abgelagert. Bei erhöhtem Feuchtigkeitsangebot (Gewässer, vorangehende Anfeuchtung der Atmosphäre durch Niederschläge) kann sich auch Nebel oder Hochnebel ausbilden, dessen vertikale Erstreckung durch die Inversionsobergrenze limitiert wird.
Besonders tief fallen die Temperaturen nach frisch gefallenem Neuschnee. Lockerer Neuschnee weist durch den hohen Luftanteil sehr gute Isolationseigenschaften auf, dadurch wird der geothermische Wärmestrom wirkungsvoll unterbunden. Die tiefste Temperatur tritt dann üblicherweise in der ersten windstillen und wolkenlosen Nacht nach dem Einfließen sehr kalter Luftmassen auf. Ist eine durchgehende Wolkendecke sowie Wind vorhanden, wird sich kein Kaltluftsee ausbilden.
Daneben konnte gezeigt werden, dass in alpinen Landschaften mit großem Dolinenreichtum Dolinen als Kaltluftsammelstellen auch begünstige Sammelbecken für rezenten Flugstaubeintrag sind.

## Typen

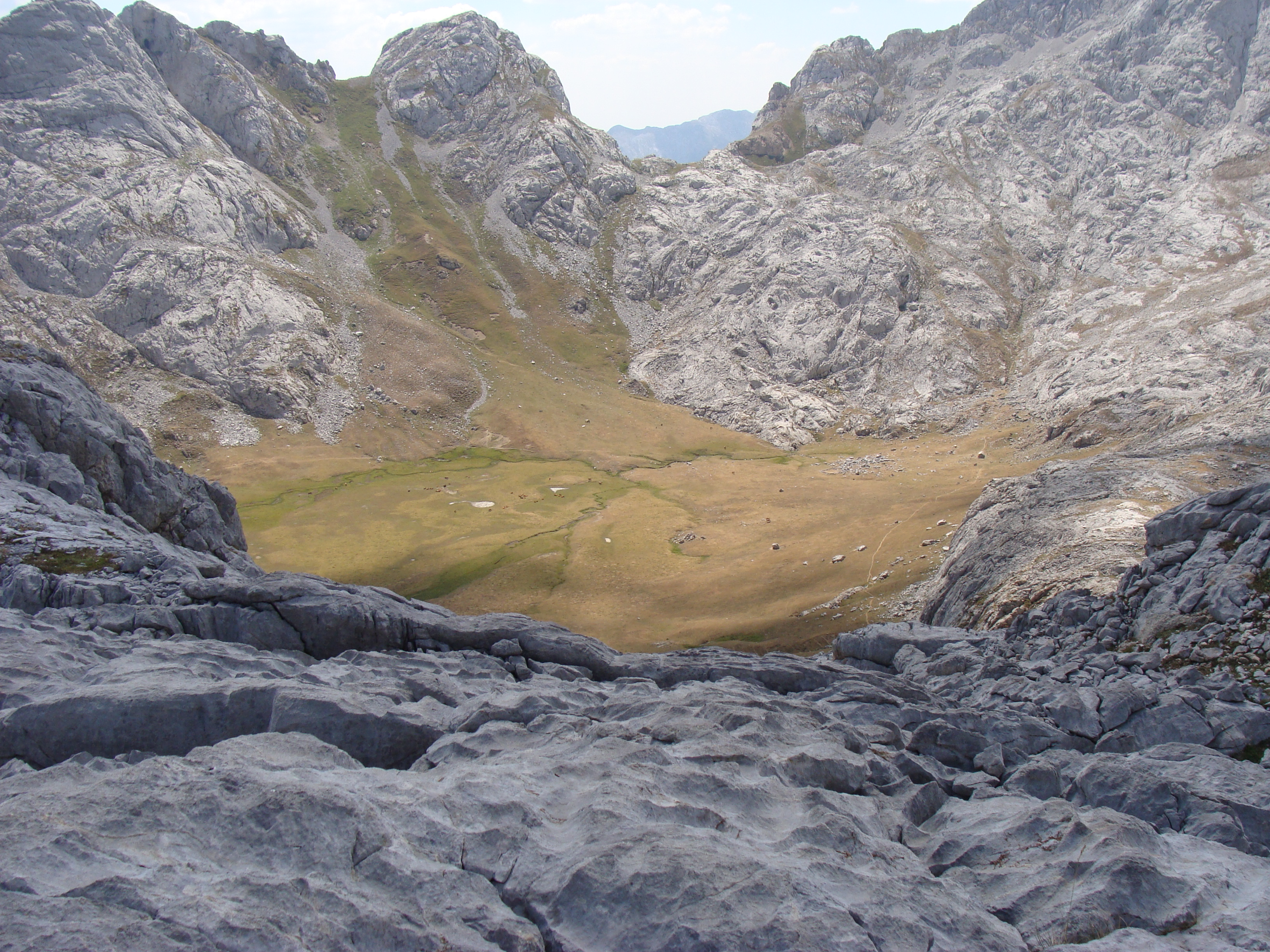
In der Doline Vega de Liordes in den Picos de Europa wurde am 7. Januar 2021 mit −35,8 °C die absolut tiefste gemessene Temperatur der Iberischen Halbinsel registriert

Von meteorologischer Seite werden zwei Formen unterschieden:
- Kaltluftseen von kurzer Dauer – nächtliche Bildung und Zerstörung der Inversionsschicht am Tag
- Persistente Kaltluftseen – über mehrere Tage hinweg

Die kurzförmigen Erscheinungen von Kaltluftseen werden durch die Ausstrahlung dominiert und sind meist durch eine bodennahe Temperaturinversion bestimmt. Bei ihnen akkumuliert sich tief liegende Kaltluft über die Nacht, während sie tagsüber durch Hebung der konvektiven Grenzschicht aufgelöst wird.
Persistierende Kaltluftseen bilden sich unter komplexen atmosphärischen Bedingungen. Sie entstehen durch ineinandergreifende atmosphärische Prozesse. In größeren Ausmaßen modulieren differentielle Temperaturadvektionen und Senkung ihre Stärke und Dauer, während mesoskalige Luftbewegungen und radiative-, turbulente- und Wolkenbildungs-Prozesse ihre Entstehung beeinflussen.

## Erscheinungsformen
Kaltluftseen lassen sich im Gelände aufgrund bestimmter Erscheinungen unmittelbar beobachten. Reif, Raureif oder Schneedecken lassen die mikroklimatischen Veränderungen vom Boden die Hänge hinauf gut verfolgen. In schneearmen Wintern oder im Spätherbst ist Raureifbedeckung bei Kahlfrost in Mulden ein untrügliches Merkmal. Raureif kann an Stellen, die keiner direkten Sonneneinstrahlung ausgesetzt sind, auch mehrere Tage über andauern.
Botaniker machten erstmals Ende des 19. Jahrhunderts in Karstgebieten Sloweniens und Kroatiens inverse Stratifizierung von Vegetationszonen in tiefen Dolinen und Uvalen aus. In Uvalen wurden auch die tiefsten regionalen und subkontinentalen Fröste außerhalb der (sub-)polaren Zone ermittelt. Während die Waldgrenze dem Allgemeinklima folgend in den gemäßigten Breiten nur eine obere Grenze hat, so zeigt sich beim Bergwald in Kaltluftseen auch eine untere. Sobald Bäume über die winterlich schützende Schneedecke herauswachsen, tritt Frostschädigung der Triebe und Knospen auf, wodurch unter den harschen Bedingungen Waldbäume nur in Krüppelform auftreten.
Die Bildung von Kaltluftseen führte noch in der ersten Hälfte des 20. Jahrhunderts bei Inversionswetterlagen in Industriegebieten zu erheblichen gesundheitlichen Beeinträchtigungen. So kam es 1930 im engen Maastal in der Nähe von Lüttich durch eine Inversionswetterlage in den ersten Dezembertagen des Jahres zu dichter Nebelbildung. Dadurch reicherten sich die fluorhaltigen Abgase der damals dort ansässigen Zink- und Superphosphatfabriken in außergewöhnlicher Menge an. Hunderte von Menschen erkrankten, über 60 verloren ihr Leben.
Eine Gefährdung von Bergwanderern ergibt sich bei falscher Zeltplatzwahl. Wird das Zelt am Grund von Kälteseen aufgestellt, kann es dort auch im Hochsommer noch zu Minusgraden kommen, obwohl in den nächstgelegenen Großstädten am Tage Tropentage verzeichnet wurden. Der Meteorologe Manfred Dorninger berichtete, dass bei einer studentischen Exkursion im Grünloch in Österreich auf 1270 m Höhe an einem Junitag frühmorgens −7 °C gemessen wurden und die Temperaturen später am selben Tag in Wien bei 35 °C lagen. Das Vieh meidet deshalb in den Alpen den Grund von Kälteseen und bevorzugt höher gelegene Hänge.

## Ökologische Bedeutung

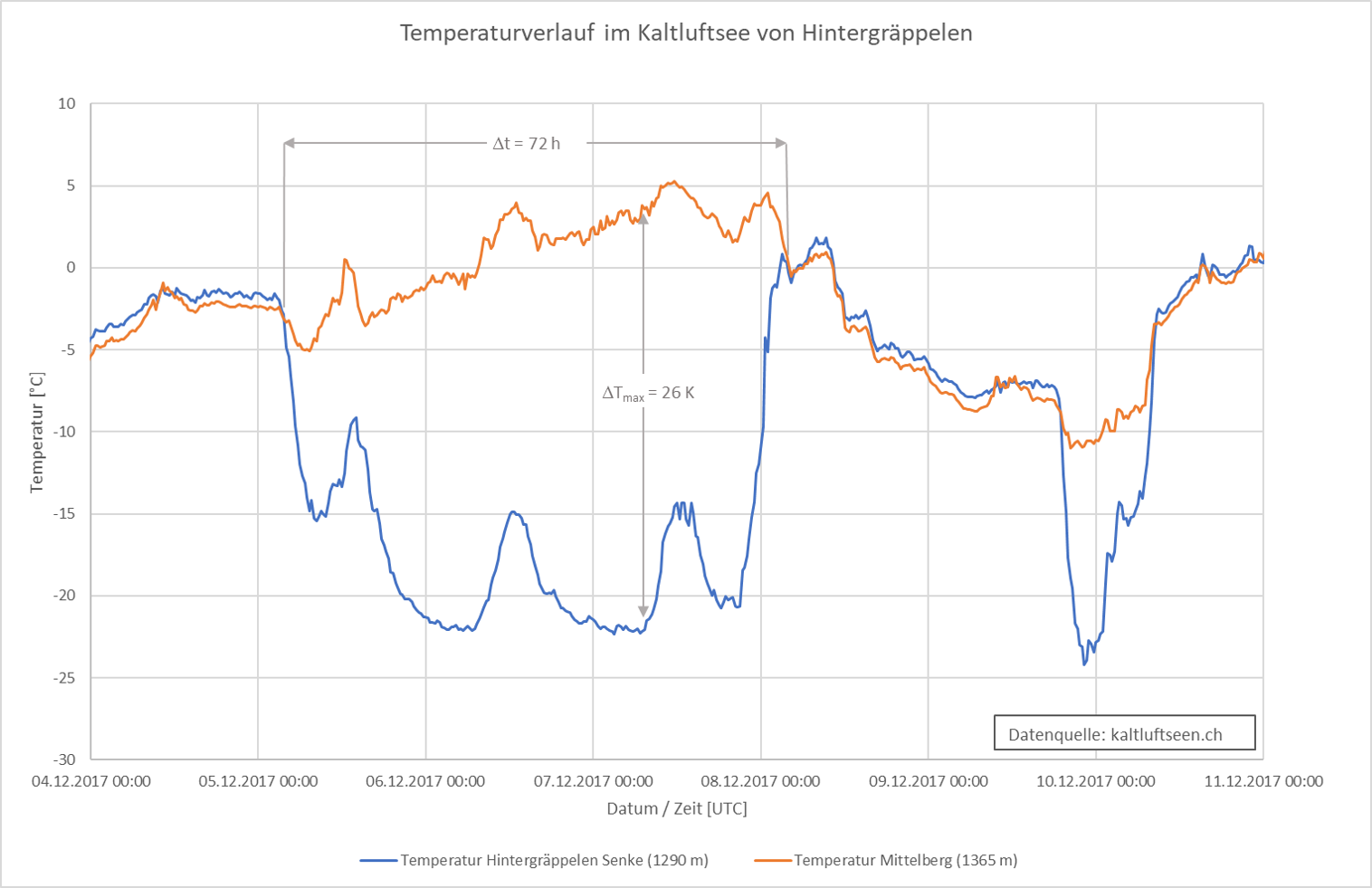
Temperaturverlauf im Kaltluftsee von Hintergräppelen sowie einer Hintergrundstation über dem Kaltluftsee vom 4. bis 11. Dez. 2017 (jeweils 00 UTC). Die ausgebildete Inversion dauerte 72 h und erreicht eine maximale Stärke von 26 Kelvin.

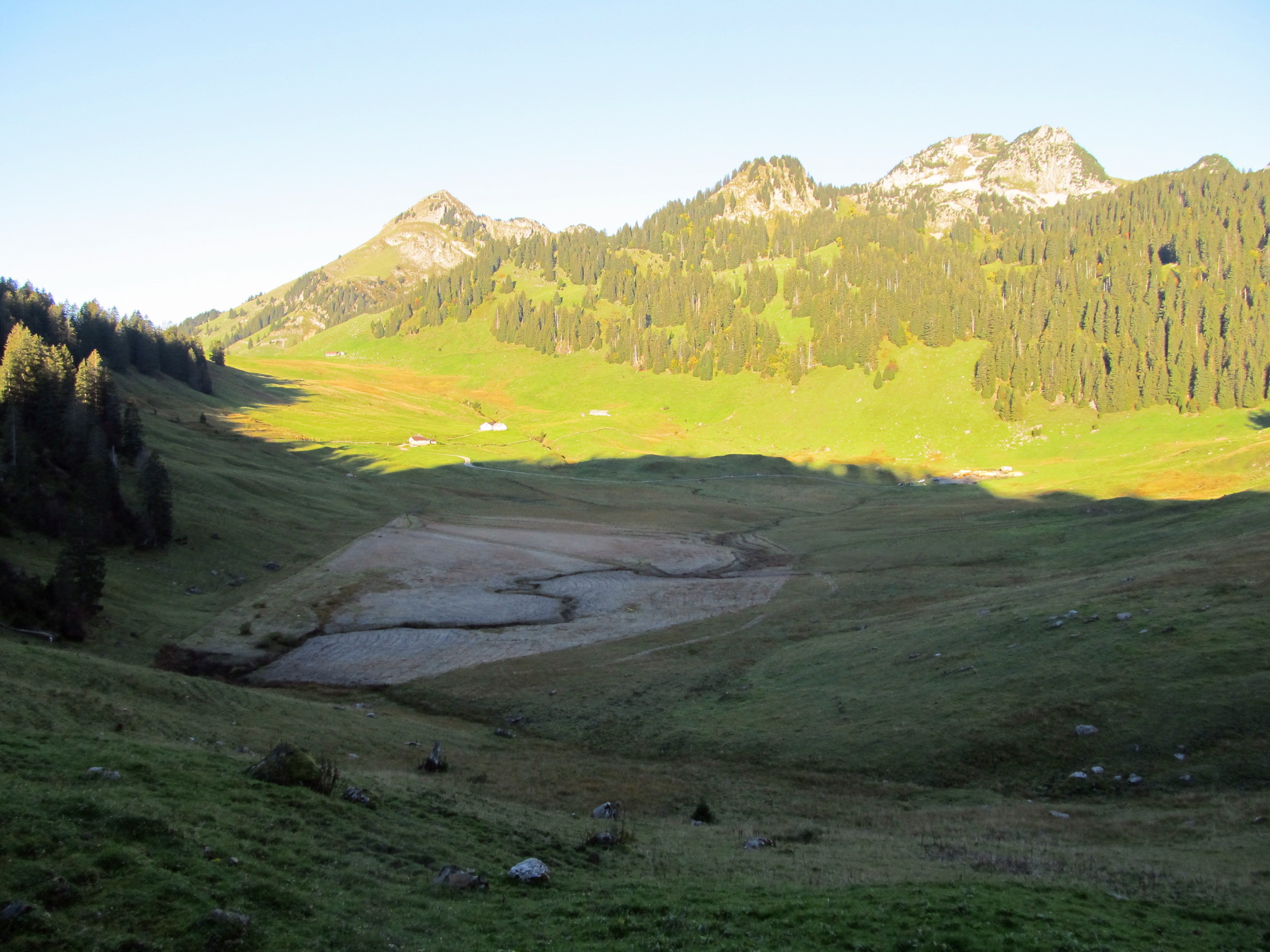
Kaltluftsee in der Alp Hintergräppelen in der Schweiz. Die tiefere Temperatur im Kaltluftsee zeigt sich an der Reifbildung.

Kaltluftseen (auch lokale) sind ungeeignet für den Anbau der meisten Obstarten, da sie extrem spätfrostanfällig sind. In stark reliefierten Gebirgen können Kaltluftseen als Standorte kälteliebender Pflanzenarten, die sonst aufgrund für diese ungünstiger makroklimatischer Verhältnisse dort nicht mehr vorkommen, zu Reliktstandorten ausgebildet werden. In extremen Fällen kommt es unter Umständen zur Ausprägung einer inversiven Vegetationsstufenanordnung, in der die kälteangepasstesten Biozönosen die tiefsten Stellen einnehmen. Klassische Beispiele inversiver Stufung wurden aus den Dinariden beschrieben. Hier zeigen einige Dolinen die Stufenabfolge Schneetälchen – Krummholzkiefer – Fichtenwald – Buchenwald, die von unten (kälteste) nach oben (wärmste) erfolgt. Während in natürlichen Tundren von Kaltluftseen starker Frost eine alpine Vegetation auch in niedrigeren Lagen begünstigt und diese extrazonal auch über Jahrtausende konserviert, leiden Kulturen in Muldenlagen so stark, dass sie ohne Schutzbauten wirtschaftlich nicht angebaut werden können. Mauern oder Hecken können eine gewisse Abhilfe schaffen, da sie die nächtliche langwellige Ausstrahlung verringern. Früh austreibende Arten sind in Frostlöchern jedoch nie dauerhaft. Einen gewissen Schutz bietet Schneebedeckung, jedoch tritt in großen pfannenförmigen Mulden unter Umständen auch im Hochsommer Frost auf, wenn keine Schneedecke mehr vorhanden ist. Untrügliches Zeichen für regelhaft auftretende Frostschäden sind in den Alpen und anderen europäischen Hochgebirgen Wachstumsstörungen sowie extrem verlangsamtes Wachstum und Zwergwüchsigkeit. Eigentlich große Bäume, wie Buche oder Fichte, zeigen in Kaltluftseen verkrüppelte Wuchsformen, obwohl an darüberliegenden Hängen normal wachsende große Bäume beobachtet werden können.
Pflanzenarten, die diagnostisch in Kaltluftseen auftreten, sind unter anderen Bergkiefern (Pinus mugo), die hier bei hoher jährlicher Luftfeuchte oft dominant sind. Auch Silberwurz (Dryas octopetala), als wichtigstes Relikt der pleistozänen Kaltzeiten, konnte in einigen südlichen Kaltluftseen im Velebit relativ nahe am Mittelmeer aufgesammelt werden. Diese Indizien sprechen für eine langfristige Abmilderung von Temperaturveränderungen, indem Kaltluftseen für Glazial-Relikte der Flora und Vegetation weit vom Hauptareal Mikrostandorte (Gunsträume) bieten. So ist auch eine Verbreitung der sehr unregelmäßig verbreiteten arktisch-alpinen Art der Frühlings-Kuhschelle (Pulsatilla vernalis) aus Gebirgssenken bekannt, wo sie sich durch diurnale Temperatur-Inversionen langfristig hält. Solche Kaltluftsee-Vorkommen sind aus den Julischen Alpen in Slowenien beschrieben worden, in denen die kälteliebende (psychrophile) Art mit der Silberwurz vergesellschaftet ist. Auch das sonst nur an nordseitigen durchfeuchteten Hangschuttstandorten in Gipfelnähe der höheren Gebirge der Dinariden auftretende Dinarische Hornkraut (Cerastium dinaricum) wird in Slowenien aus tiefer liegenden Kaltluftseen beschrieben.
In den Nordwestdinariden Sloweniens und Kroatiens ist der Kleine Strahlensame (Heliosperma pusillum) ebenfalls eine Charakterart von Schneetälchen-Gesellschaften der Karst-Dolinen, wo er in der Assoziation Drepanoclado-Heliospermetum auftritt. Unter anderen ist sie hier neben dem Laubmoos Sanionia uncinata noch mit der Stumpfblättrigen Weide (Salix retusa) und dem Eiszeitrelikt Silberwurz vergesellschaftet. Bei vegetationsökologischen Untersuchungen in Schneetälchen im Snežnik und dem Velebit wurde eine Präferenz des Kleinen Strahlensamens in den Gebirgsstandorten für kühl-feuchte Lagen mit besonders lang anhaltender Schneedecke, später Aperzeit, geringer Sonneneinstrahlung sowie tiefen Temperaturen beobachtet. Solche mikroklimatischen Standorte stellen im Liburnischen Karst Frost-Dolinen der Hochlagen, die mit der Häufung von Frosttagen präferierte Standorte der Assoziation sind. Die Standorte in Slowenien liegen in Höhenlagen von 1100 bis 1300 Metern und im nordwestlichen Kroatien von 1400 bis 1500 Metern. Es sind azonale Standorte der subalpinen Buchen- und Fichtenwälder geschlossener Frost-Karstdolinen, die aufgrund der Temperaturverhältnisse der subalpinen Vegetationszone zugerechnet werden.
In submediterranen und mediterranen Klimaten in Südeuropa bilden Kaltluftseen Mikrorefugien, da sich in diesen mitunter Glazialrelikte der Flora oder arkto-alpine Pflanzenbestände innerhalb von Waldzonen einfinden. In besonders anschaulichen Fällen wird der Grund von solchen Kaltluftseen durch Schneeböden der pflanzensoziologischen Gesellschaften Arabidion caeruleae und Salicion retusae bedeckt, während ringsum Wald herrscht. Glaziale Relikte wie Silberwurz (Dryas octopetala) sind an solchen Standorten durch Rückkopplung zwischen Mikroklima und periglazialen Prozessen gefördert. Durch Frostwechsel, Frostsprengung anstehenden Gesteins sowie durch Gesteinsauflagen vor Verdunstung geschützte Böden und resultierende Erscheinungen von Solifluktion und Polygonbodenbildung sind die Standorte von der Umgebung deutlich unterschieden. Da sich die Stufenfolge in Kaltluftseen umkehrt, stellen inverse Vegetationsanordnungen ein deutliches ökologisches Erkennungsmerkmal dar. Die vertikale Pflanzenverteilung ist demnach durch Frosttoleranz bedingt. Die frost-unempfindlichsten Arten gedeihen in den tiefsten und dem Frost am stärksten ausgesetzten Mikrostandorten der Kaltluftseen.

## Bekannte Kaltluftseen
Deutschland

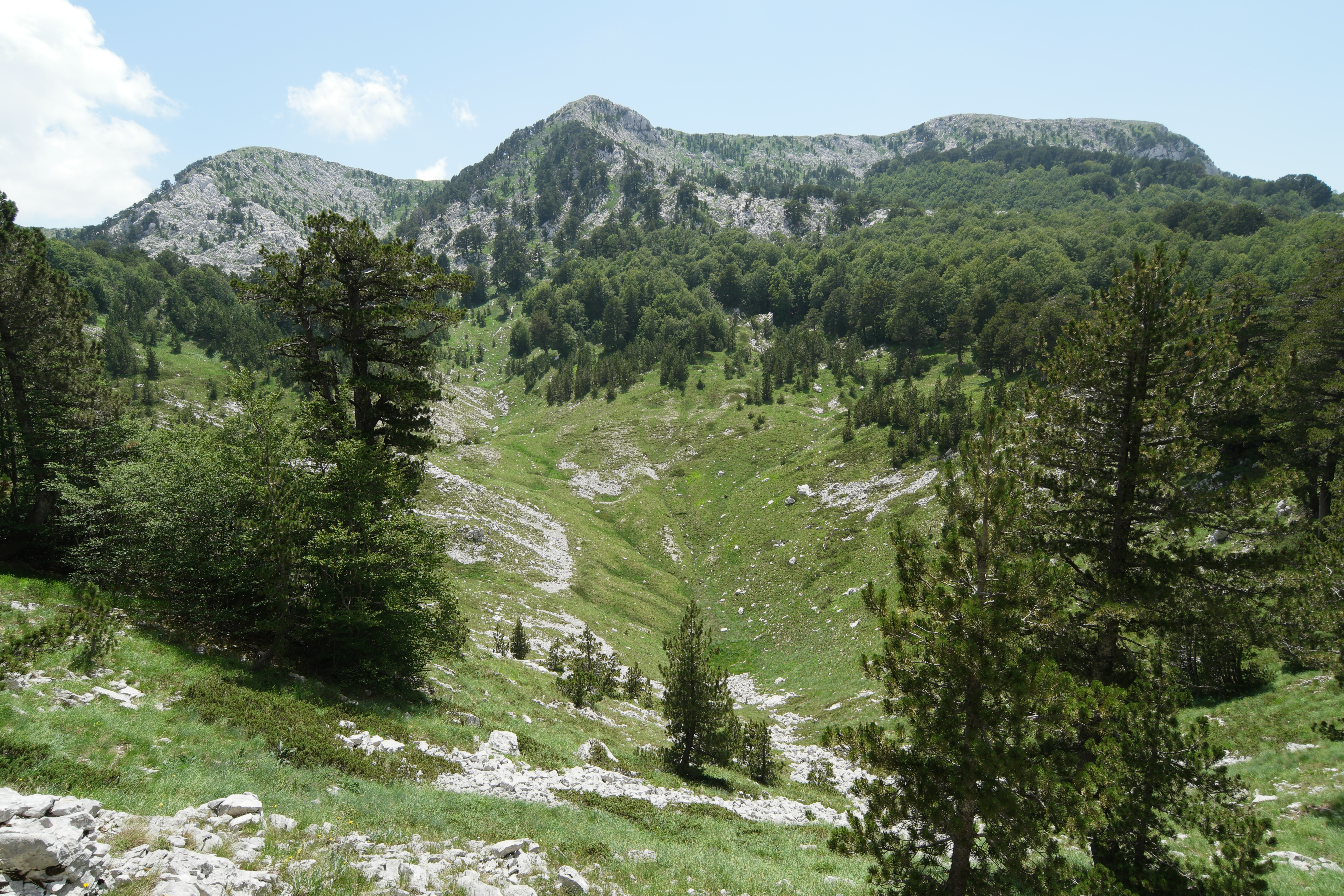
Der Kaltluftsee im Opuvani do in Montenegro beherbergt die südlichste und mittelmeernächste Population des Alpensalamanders und der Silberwurz in Europa

Bekannte Kaltluftseen in Deutschland sind der Funtensee (tiefste bisher gemessene Temperatur in Deutschland: −45,9 °C am 24. Dezember 2001 an der Station von Meteomedia (heute MeteoGroup) bzw. −45,8 °C am 25. Januar 2000 an der Station des DWD) und die Doline Albstadt-Degerfeld (tiefste bisher gemessene Temperatur in Baden-Württemberg: −36,1 °C).
Die Funtensee-Uvala (1601 m ü. NN) liegt im Nationalpark Berchtesgaden. Sie hat hier knapp 0,75 km² Fläche und ist aus der Korrosion verkarstungsfähiger Karbonate schon im Jungtertiär angelegt worden. Die Uvala ist, wie alle vergleichbaren alpinen Senken, polygenetischen Ursprungs, da sie durch Glazialerosion und in geringerem Ausmaß fluviale beziehungsweise fluvioglaziale Erosion weiter ausgeformt wurde. Das alpine Kaltlufteinzugsgebiet reicht bis zum Großen Hundstod (2594 m) im Steinernen Meer.
Österreich

In Österreich wurde im Grünloch im Zeitraum zwischen dem 19. Februar und dem 4. März 1932 mit −52,6 °C die tiefste bekannte Temperatur in Mitteleuropa gemessen. Am Scheichenspitzkar im Dachsteingebirge wurde am 2. Januar 2008 −48,4 °C gemessen.
Schweiz

In der Schweiz wurde die tiefste bisher gemessene Temperatur von −52,5 °C am 7. Februar 1991 auf der Glattalp registriert. Aus der Combe des Amburnex im Waadtländer Jura ist eine Minimaltemperatur von −46 °C bekannt. In La Brévine wurde am 12. Januar 1987 mit −41,8 °C die tiefste in einer Ortschaft in der Schweiz registrierte Temperatur gemessen.
Weitere Stationen aus dem Messnetz von MeteoSchweiz, die in offenen Kaltluftseen in Hochtälern liegen und an denen sehr tiefe Temperaturen auftreten können, sind Samedan, Ulrichen und Andermatt.
Italien

Am 10. Februar 2013 wurde in der Doline Busa Nord di Fradusta auf 2607 m. ü. M. eine Temperatur von −49,6 °C gemessen.
Spanien

In der Paleodoline Vega de Liordes in den Picos de Europa wurde am 7. Januar 2021 mit −35,8 °C die tiefste absolute Temperatur auf der Iberischen Halbinsel registriert. Der vorherige Rekord von 2016 betrug −32,7 °C.
Slowenien

In der auf 1592 m. ü. M. gelegenen Senke Mrzla Komna wurde am 9. Januar 2009 eine Temperatur von −49,1 °C gemessen.
USA

Am 1. Februar 1985 wurde in Peter Sinks eine Temperatur von −56,3 °C (−69,3 °F) gemessen.
Montenegro

Verlässliche meteorologische Messungen aus Kaltluftseen in Montenegro sind über die Wetterstation in Grahovo verfügbar. Nach Angaben im Godišnjak SHMZ (1951–1990) verzeichnete es ein absolutes Minimum von −28,8 °C. Die 230 m höher gelegene und ca. 5 km entfernte Wetterstation Crkvice hatte in der gleichen Periode dagegen ein absolutes Temperaturminimum von nur 22,3 °C erreicht, auch hier liegt eine Muldenlage vor. In der physiogeographisch zum Hochkarst gehörenden Region werden in einer Paläodoline zudem Glazialrelikte beobachtet. Das Opuvani do unterhalb der Velika Jastrebica in 1570 m Höhe im Orjen-Gebirge bildet mit Silberwurz (Dryas octopetala) und Schnittlauch (Allium schoenoprasum) sowie Vertretern der Schneetälchen-Gesellschaften mit Stumpfblättriger Weide (Salix retusa), Langsporn-Veilchen (Viola calcarata subsp. zoysii) und Berg-Wegerich (Plantago atrata) einen mikroklimatischen glazialen Reliktstandort nebst dem Mittelmeer. Eine überraschende Entdeckung ist hier zudem der Alpensalamander. Es ist der südlichste und mittelmeernächste Standort der kälteliebenden Art.